# Zgromadzenie Narodowe Libanu I kadencji (1926–1930)
Zgromadzenie Narodowe Libanu I kadencji  obradowało w latach 1926–1930.
W 1926 roku rząd francuski nadał Libanowi konstytucję i powołał do życia parlament składający się z dwóch izb: Izby Deputowanych (później przekształconą w Zgromadzenie Narodowe) i Senatu (zniesionego w 1927).
Potrzebą chwili było stworzenie systemu prawnego nowo powołanego do życia państwa - Republiki Libanu pod mandatem francuskim. Nadana francuskim dekretem 23 maja 1926 roku konstytucja stanowiła ustanowienie parlamentu z kompetencją wyboru prezydenta. I to było główne zadanie Zgromadzenia Narodowego I kadencji.
Wyboru pierwszego prezydenta dokonano jeszcze tego samego roku. Został nim Charles Dabbas, grekoprawosławny polityk wytypowany przez Jouvenala.

## Premierzy
- 1926–1927: Auguste Adib Pacha
- 1927–1928: Biszara al-Churi
- 1928–1929: Habib Pacha Es-Saad
- 1929–1929: Biszara al-Churi
- 1929–1930: Émile Eddé